# South Lanarkshire

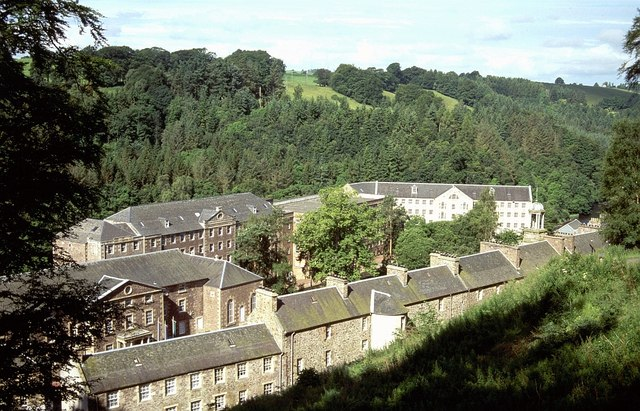
Industriesiedlung New Lanark

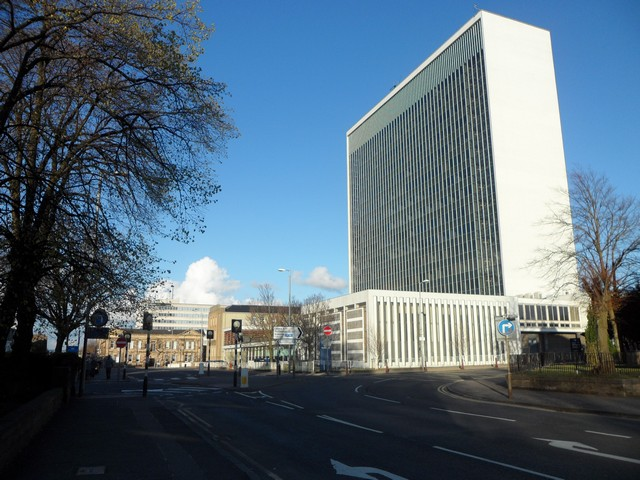
South Lanarkshire Council Buildings in Hamilton

South Lanarkshire (gälisch Siorrachd Lannraig a Deas) ist eine von 32 Council Areas in Schottland. Sie umfasst den südlichen Teil der traditionellen Grafschaft Lanarkshire und grenzt an Scottish Borders, East Renfrewshire, Dumfries and Galloway, East Ayrshire, North Ayrshire, Glasgow und North Lanarkshire.

## Orte
| - Auchenheath - Biggar - Blackwood - Blantyre - Cambuslang - Carluke - Carstairs | - Coalburn - Crossford - Douglas - East Kilbride - Hamilton - Kirkmuirhill - Lanark | - Larkhall - Law - Lesmahagow - New Lanark - Rutherglen - Stonehouse (South Lanarkshire) - Strathaven |

## Sehenswürdigkeiten
- Clyde Valley
- Craignethan Castle
- Cadzow Castle
- Chatelherault Country Park
- David Livingstone Centre
- Falls of Clyde, Wasserfälle des Clyde bei New Lanark
- New Lanark (Weltkulturerbe)
- Strathaven Castle

→ siehe auch: Liste der Kategorie-A-Bauwerke in South Lanarkshire

## Städtepartnerschaften
Folgende europäische Städte haben Partnerschaften mit Orten in Lanarkshire geschlossen:
- Ballerup, Dänemark, 1965 mit East Kilbride
- Châtellerault, Frankreich, 1993 mit Hamilton
- Hemmingen, Deutschland, 1984 mit Clydesdale
- Jouy-en-Josas, Frankreich, 1977 mit Bothwell
- Seclin, Frankreich, 1994 mit Larkhall
- Yvetot, Frankreich, 1975 mit Lanark

## Nachweise
1. ↑  South Lanarkshire Council – Town Twinning, abgerufen am 6. November 2017.